# Christine Rollard
Christine Rollard, née le 25 janvier 1958, est une enseignante-chercheuse au Muséum national d'histoire naturelle de Paris. Autrice d'une cinquantaine de publications sur les araignées, elle multiplie les enseignements et participe à de nombreuses initiatives de diffusion des connaissances auprès d'un large public. C'est l'une des rares spécialistes des araignées en France.

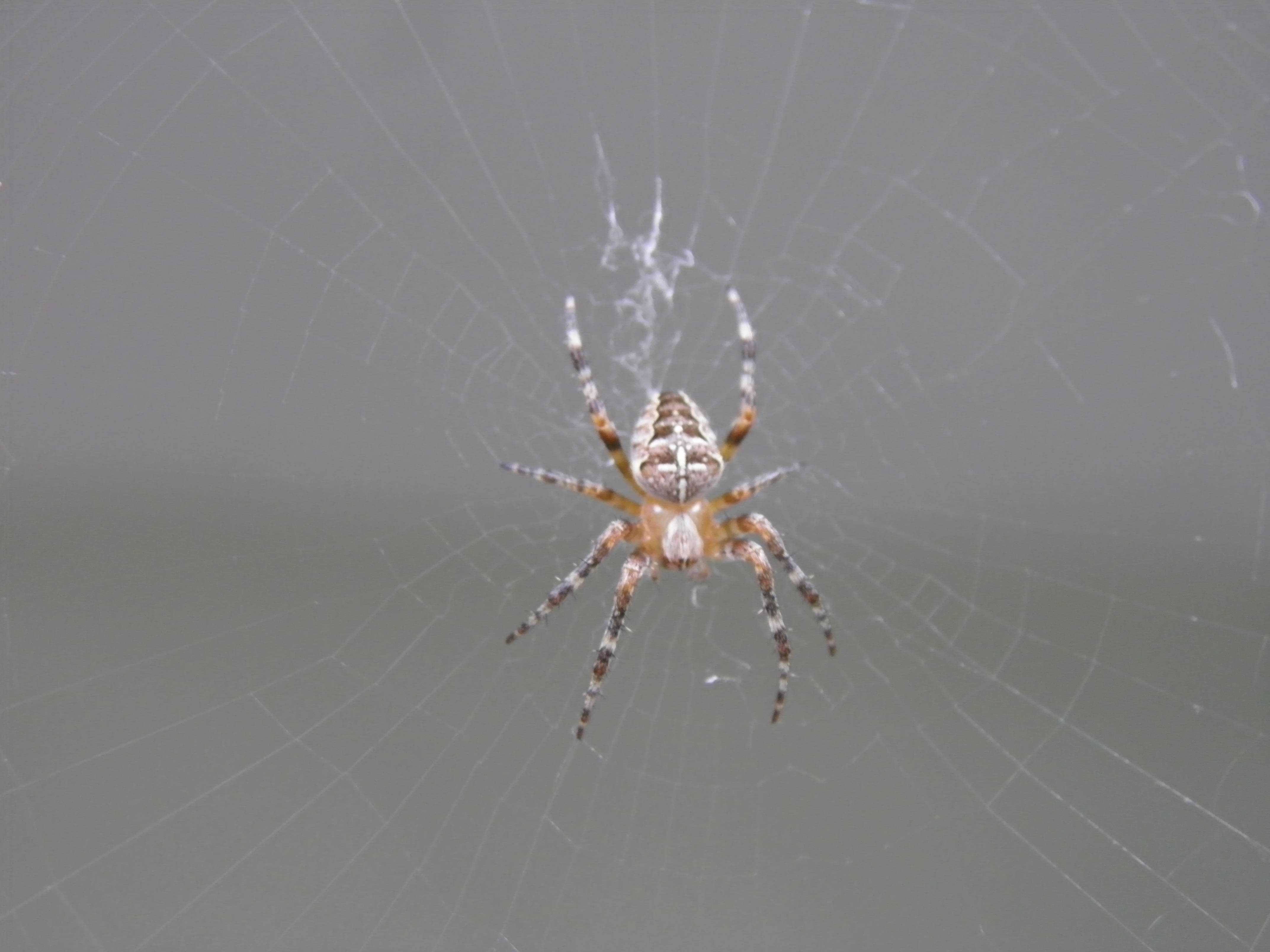

## Biographie
Fille d'un ingénieur et d'une institutrice, domiciliés à Saint-Nazaire, elle rêve d'embrasser la profession de sa mère mais échoue trois fois au concours. Elle s'inscrit en faculté des sciences à Nantes où elle se spécialise en écologie et biologie des organismes avec l'obtention d'une maîtrise. Elle est titulaire d'un DEA en parasitologie (1982), sous la direction de Jean-Pierre Nénon et d'Alain Canard à l'Université de Rennes 1, puis d'un doctorat avec une thèse intitulée La biocénose associée aux aranéides, en landes armoricaines : étude des relations insectes-araignées en 1987 sous cette direction conjointe . Alors qu'elle ne se destinait pas à l'arachnologie, c'est la découverte de ces arthropodes lors de sa thèse qui la conduit à les étudier par la suite.
Elle est enseignante-chercheuse au Muséum national d'histoire naturelle depuis 1988,.

### Fonctions administratives
Elle est membre de plusieurs commissions ou conseils scientifiques, de sociétés dont l'Association française d'arachnologie (AsFrA). Depuis 2021, elle est aussi présidente de l’Opie, Office pour les insectes et leur environnement.

## Travaux
Christine Rollard s'intéresse particulièrement au lien entre les araignées et leur milieu et cherche autant que possible à transmettre ses connaissances. Ses activités scientifiques se sont orientées en systématique, bioécologie et faunistique dans différentes zones géographiques avec participation à une quinzaine de programme d'études sur la biodiversité, en France métropolitaine (Brenne, Auvergne, Normandie, Mercantour, Corse), Outre-Mer (Guadeloupe, Martinique et La Réunion), Afrique (Guinée et Comores) et Vanuatu (Santo).
Elle participe aux autres missions statutaires du Muséum : enseignement, expertise en tant qu'aranéologue (douanes), chargée de conservation de la collection d'araignées du Muséum qui est la troisième plus importante au monde, diffusion des connaissances vers les scolaires et le tout public (comme Fred Vargas pour son livre Quand sort la recluse) sous forme de conférences, d'interventions à travers divers médias, d'articles de vulgarisation ou d'ouvrages,. Sa passion pour les araignées lui vaut les surnoms de « Madame araignée » et « Spiderwoman ».
Elle est une des commissaires scientifiques d'une exposition intitulée « Au fil des araignées », en itinérance depuis 2008 en partenariat avec le Muséum et l’Espace des sciences de Rennes.

## Distinctions
- Chevalière de la Légion d'honneur en 2011[15].

## Quelques taxons décrits
- Cembalea affinis Rollard & Wesolowska, 2002
- Denisiphantes Tu, Li & Rollard, 2005
- Evarcha bakorensis (en) Rollard & Wesolowska, 2002
- Evarcha certa (en) Rollard & Wesolowska, 2002
- Evarcha maculata (en) Rollard & Wesolowska, 2002
- Gramenca Rollard & Wesolowska, 2002
- Gramenca prima Rollard & Wesolowska, 2002
- Heliophanus heurtaultae (en) Rollard & Wesolowska, 2002
- Lamottella Rollard & Wesolowska, 2002
- Lamottella longipes Rollard & Wesolowska, 2002
- Langelurillus horrifer (en) Rollard & Wesolowska, 2002
- Nimbarus Rollard & Wesolowska, 2002
- Nimbarus pratensis Rollard & Wesolowska, 2002
- Plexippus fuscus (en) Rollard & Wesolowska, 2002
- Rhene formosa (en) Rollard & Wesolowska, 2002
- Toticoryx Rollard & Wesolowska, 2002
- Toticoryx exilis Rollard & Wesolowska, 2002

## Publications

### Ouvrages
- Arachna : les voyages d'une femme araignée avec Vincent Tardieu, Éditions Belin, 2011
- Fascinantes araignées avec Philippe Blanchot, Éditions Quae, 2014, 3ème édition 2021
- À la découverte des araignées : araignées de nos régions, sachez les reconnaître: un guide de terrain pour comprendre la nature» avec Alain Canard, Éditions Dunod, 2015, nouvelle édition 2022
- La fonction venimeuse, coordination de l’ouvrage avec Jean-Philippe Chippaux et Max Goyffon, Éditions Lavoisier, 2015
- Les mondes invisibles des animaux microscopiques » avec Hélène Rajcak, Damien Laverdunt, Cédric Hubas, Éditions Actes Sud Junio, 2016
- Je n’ai plus peur des araignées !, avec Abdelkader Mokeddem, Dunod, 2018
- 50 idées fausses sur les araignées, Éditions Quae, 2020
- Le monde soyeux des araignées, Bayard, 2021

### Articles
- Rollard C. (1984), Composition et structure de la biocénose consommatrice des aranéides. Revue Arachnologique, 5 (4), 211-237 ;
- Rollard C. (1985), Sur le développement et la biologie d'un hyménoptère Tromatobia ornata consommateur des œufs de l'araignée Argiope bruennichi. Bulletin de la Société Scientifique de Bretagne, (57) (3, 4) : 143-148 ;
- Rollard C. (1987), La biocénose associée aux aranéides, en landes armoricaines. Étude des relations insectes-araignées. Thèse de doctorat de l'Université de Rennes I, juin 1987, 292 pp. ;
- Rollard C. (1990), Approche éco-biologique de l'interaction araignée/insecte arachnophage à travers l'exemple d'Argiope bruennichi / Tromatobia Ornata. Bulletin de la Société de Zoologie française, (115) (4) : 379 - 385 ;
- Rollard C. (1993), The spiders of the high-altitude meadows of Mont Nimba (West Africa) : a preliminary report. Memoirs of the Queensland Museum, 33 (2) : 629-634. Brisbane.
- Rollard C. & W. Wesolowska (2002), Jumping spiders (Araneae, Salticidae) from the Nimba Mountains in Guinea. Zoosystema, 24 (2) : 283-307 (texte intégral) ;
- P. Maréchal & C. Rollard (2002), Inventaire des araignées du Parc national de la Guadeloupe. Premiers résultats. In : Inventaire et cartographie des invertébrés comme contribution à la gestion des milieux naturels français. Actes du 3e séminaire, Besançon (juillet 1999) : 265-267 ;
- Peng X.-J., Li S.-Q. & Rollard C. (2003), A review of the Chinese jumping spiders studied by Dr E. Schenkel (Araneae : Salticidae). Rev. Suisse zool. 110 (1) : 91-109 ;
- Rollard C. (2004) - Les araignées et autres arachnides et leur commerce. Bulletin de la Société zoologique de France, 2003, 129 (1-2) : 29-36.
- Dubois J., Rollard C., Villemant C. & Gauld I.D. (2004) - Phylogenetic position of spiders parasitoids within Pimplinae (Hymoneptera, Ichneumonidae). CR Coll. in Hungary (Szombathely) 2002, Plant Protection Institute & Berzsenyi College, Budapest, Samu & Szinetar eds. : 27-35.
- Tu Lihong, Li Shuqiang & Rollard C. (2005) – A review of six linyphiid spiders described from China by Dr E. Schenkel (Araneae : Linyphiidae). Revue Suisse de Zoologie, 112(3): 647-660.
- Pommier P., Rollard C. & de Haro L. (2005) - Morsures d'Araignées : les aranéismes d'importance médicale. Presse médicale, 34 : 49-56.
- Szuts T. & C. Rollard (2007) - Redescription of the genus Tarne Simon, 1886 (Araneae: Salticidae). Insect Systematics and Evolution, 38 : 427-432.
- Knoflach B., C. Rollard & K. Thaler (2009) – Note on Mediterranean Theridiidae (Araneae).II. ZooKeys 16:227-264.
- Hervé C. & C. Rollard (2009) –Drassodes species from the Parc national du Mercantour (French Alps), with the description of a new species (Araneae, Gnaphosidae). Contribution to Natural History, 12: 627-642.
- Rollard C., Goyffon M. & Guette C. (2010) - L'aranéisme. In Urgence Pratique Publications (Ed.) : Aspects cliniques et thérapeutiques des envenimations graves. Chap. 18 Arthropodes : 204-212.
- Rollard C. (2010) - Diversity of  Spiders. In  Zoosystema : Special Issue/SANTO 2006 - Other Invertebrates : 28-31.
- Vergnes A., Pellissier V., Lemperière G., Rollard C. & Clergeau P. (2013) – Urban densification causes the decline of ground –dwelling arthropods. Biodiversity and conservation: 1-19.
- Takeshi Yamasaki, Christine Rollard (2022) - Redescription of Sphecotypus taprobanicus Simon 1897 (Araneae: Corinnidae)[16]. Acta Arachnologica (vol. 71) : 49-51
- Christine Rollard, Paul Y. C, David J. Court, Elise-Anne Leguin (2022) - Notes on the black-and-gold huntsman spider, Thelcticopis orichalcea (Simon, 1880), a charismatic Southeast-Asian species (Araneae: Sparassidae: Sparianthinae)[17]. Nature in Singapour
- Victor Robin-Havret, Yvan Montardi, Claire Jacquet & Christine Rollard (2024) - État des lieux de la présence d’Hasarius adansoni (Savigny & Audouin, 1826) en France métropolitaine. Revue arachnologique, série 2, n° 10, décembre 2023 : 17 - 22.